# Mijazaki (város)
Mijazaki (japánul:宮崎市) Mijazaki prefektúra székhelye, Kjúsú szigetén. A parton és több folyó mentén fekvő Mijazaki festői kilátást nyújt az óceánra, és a közeli, zöldellő hegyekre. A japán turisták népszerű üdülőhelye, a város számos látnivalót kínál, köztük a SeaGaia rendezvényközpontot (bár a beltéri óceáni létesítmény már nem működik), a Phoenix állatkertet, valamint számos nagy szállodát és onszent is(nyilvános fürdőt). A város a prefektúra körüli kisebb városoknak, a keleti Kjúsú lakosok elsődleges bevásárlóközpontja. A város 1924. április 1-jén alakult meg.A város becsült népessége 365.311 fő, és a népsűrűsége 612 fő / km². A teljes terület 596,68 km². 2010 decemberében a népesség 399 834 fő volt.
A Mijazaki repülőtér és a Mijazaki kikötő is itt található.

## Történelem

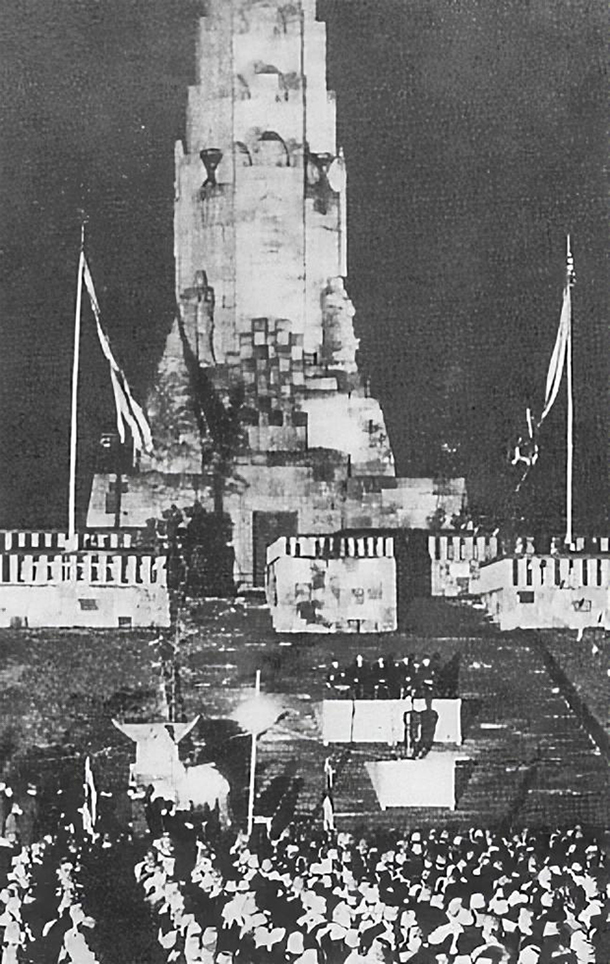
Hakkó icsiu emlékmű

Mijazaki akkor lett hivatalosan város, amikor három települést - Mijazaki város, Odojodo város és Ómija falu - 1924. április 1-jén egyesítettek. Ezen a ponton a város 45,15 km2 területű, 42 920 lakosú volt.
Más közösségeket később egyesítettek Mijazakival.1932 áprilisában: Aoki faluba; Akae város 1943 áprilisában; Urjúno falu, Kibana falu, Aosima falu és Kuraoka falu 1951 márciusában; Szumijosi falu 1957 októberében; és az Ikime Village 1963 áprilisában. A város lakossága 300 ezerre nőtt. A mezőgazdaságot, az oktatást, a kultúrát és a közlekedést magában foglaló infrastruktúrát többek között Mijazaki fővárosában kezdték fejleszteni.
1998. április 1-jén a Mijazaki várost Japán központi városává fejlesztették, és a rendszerváltás szerinti város adminisztratív jogait megszerezte. A polgárokkal való szorosabb kapcsolatok áthidalása érdekében a Mijazaki város elkezdett fejlődni, ami Kjúsú központi városához illeszkedik.
2006. január 1-jén három szomszédos közösség - nevezetesen Szadovara, Tano és Takaoka - egyesült Mijazaki városba. Kijotake-t 2010 március 23-án integrálták a Mijazaki városba. Új korszak kezdődött, amikor a népesség körülbelül 400 ezerre nőtt, és földterülete 644,61 km2-re emelkedett.
Egyrészt a városfejlesztés és a régiók erőforrásainak növekedése következtében megnőtt a városfejlesztési lehetőség. Másrészt a város- és ipari szerkezetváltozás miatt új stratégiára volt szükség. A 4. Miyazaki főtervet 2008 márciusában hajtották végre a város fejlesztése céljából. A jövő jövőképe - az Örökké élénk és örökzöld város… Mijazaki… - a jelenlegi misszió neve, melynek célja a következő generációhoz csatlakozó város felépítése és modernizációja.
Miyazaki városát a „nap és a természet” jelképezi. A tengerpart 36 km-ig terjed északtól keletre. Az enyhe éghajlatot a Csendes-óceán mentén lévő áramlatok okozzák. A város szubtrópusi színei a Hitotszúba tengerparti fenyőfák gyönyörű sokaságától kezdődnek a trópusi zöldövezetig, amely az Aosima nemzeti parkjában, a Nicsinan-part mentén terjed.
Továbbá, a Mijazaki Nicsinan partvidéki üdülőterületi tervet a japán üdülőhelyi törvények felülvizsgálatát követően 1998-ban hagyták jóvá. A jóváhagyás által a város azt tűzte ki céljául, hogy nemzetközi üdülőhely legyen, amely a gazdag vendégszeretetéről híres. Az elmúlt években az Ikime Sportpark áll a középpontban, és aktívan promotálják úgy mint „Mijazaki, a sport földje.”
Mijazaki város is gazdag ősi japán mítoszokban és néphagyományban. Miyazaki 1965 decemberében „Japán szülővárosa és kulturális turisztikai városa” -nak nyilvánították. Ezt a történelmi pontot követve 1966. február 11-én a Kasiara várossal írt testvérvárosi ígéretet lezárták. Később két testvérvárosi megállapodást írtak alá - 1992. május 25-én az USA, Virginia Beach városával és a kínai Huludao várossal 2004. május 16-án.Azok a városok, amelyek a dél-koreai Boeun megyével és az amerikai Waukegan várossal közösen kötöttek megállapodást a Mijazaki városba való beolvadásuk előtt, a mai napig folytatódnak, összhangban a város céljával, hogy nemzetközi üdülővárossá váljanak.

## Gazdaság
A Skynet Asia Airways központja Miyazakiban található.Az Asiana Airlines értékesítési irodát üzemeltet a Miyazaki Daícsi Szeimei épület hatodik emeletén.A Dell Inc-nek két telefonközpontja van Japánban, majd megnyitotta az egyiket a Mijazaki Carino épület 5. emeletén.

## Népesség
A település népességének változása:
| Lakosok száma | 400 583 | 401 138 | 397 476 |
|               | 2010    | 2015    | 2021    |

## Érdekességek
- Mijazaki prefekturális hivatal híres lett, amikor Hideo Higasikokubaru, a nemzeti híresség, Mijazaki prefekturális kormányzója lett.
- Mijazaki-jingū, a város központjában lévő szentély,  Mijazaki egyik olyan szentélye, ami Japán első császárának, Dzsinmu-nak van szentelve.
- Heivadai-torony vagy „Béke-torony” (más néven Hakkóicsi-emlékmű), a kiterjedt Heivadai parkban, a turisták számára elengedhetetlen látvány. Eredetileg a "császár tornya", ami a japán császári terjeszkedést szimbolizálja. A második világháború eseményei után átnevezték.
- Aosima sziget és szentély, mindössze néhány percre a város déli részén, néhány ritka szikla alakzattal büszkélkedhet, amelyek a békés tengerparti környezetben találhatóak, és népszerű pihenési és játszótér a helyiek és az utazók számára. A közelben található a lenyűgöző Aosima szubtrópusi botanikus kert.
- A Mijazaki City Phoenix Állatkert 1971 márciusában nyílt Phoenix Zoo néven. A fenyőfákkal körülvett dombon található, amely a Csendes-óceánra néz, az északkeleti Mijazaki város Hitotsuba területén.
- A Csendes-óceánra és a szomszédos Sheraton Resorts Phoenix SeaGaia létesítményre néző 130 000 négyzetméteres fenyőfákkal rendelkező hegységben a Mijazaki City Phoenix állatkert körülbelül 1500 különböző fajból álló állat gondoskodik.
- Miyazaki városa egész évben ismert kiváló szörfözési körülményeiről, a Kiszakihama strand, az Aosima strand és a Sirahama strand pedig népszerű szörfözési helyek a város határain belül.

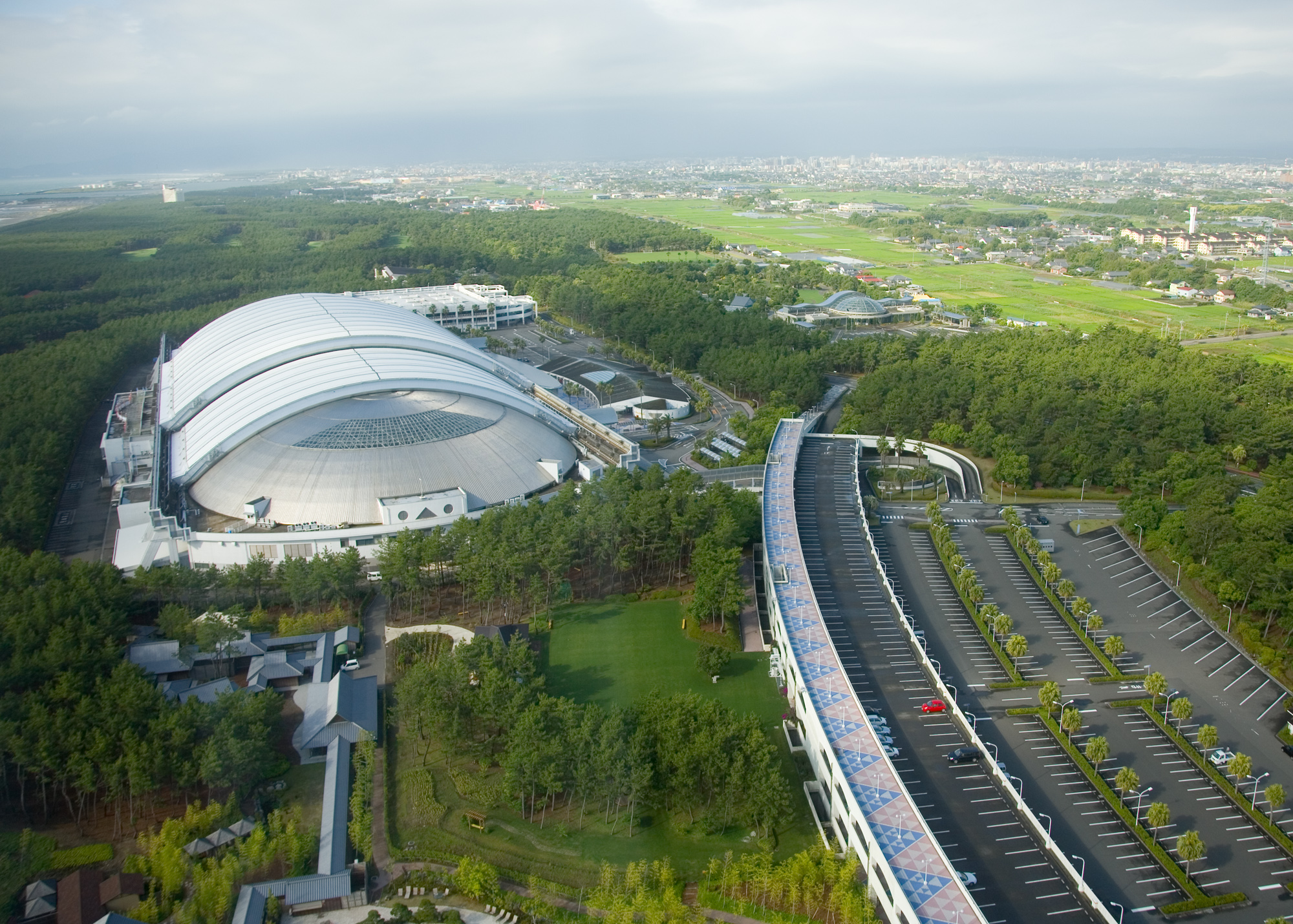
Mijazaki Óceán Kupola
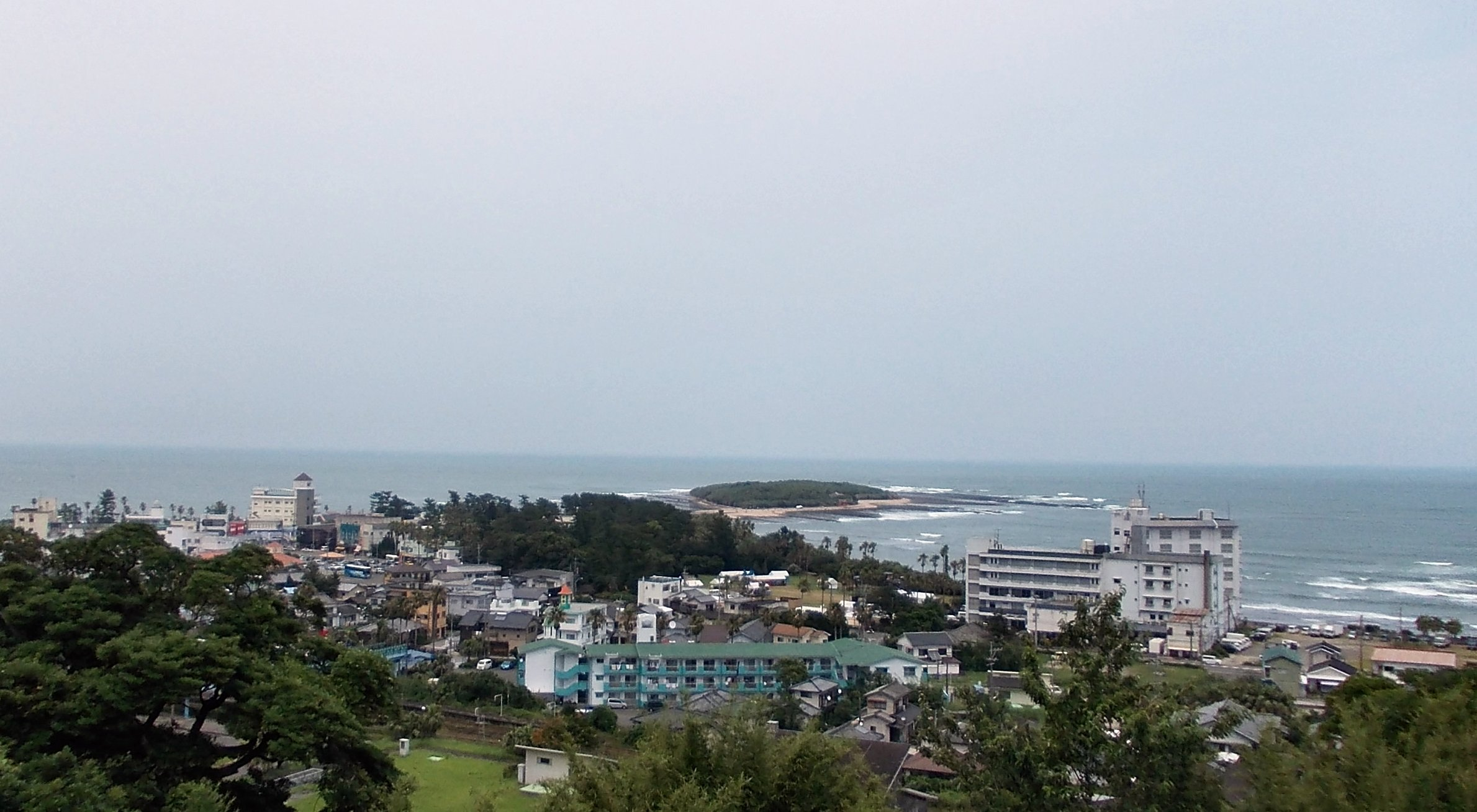
Aosima szigete és üdülőrésze
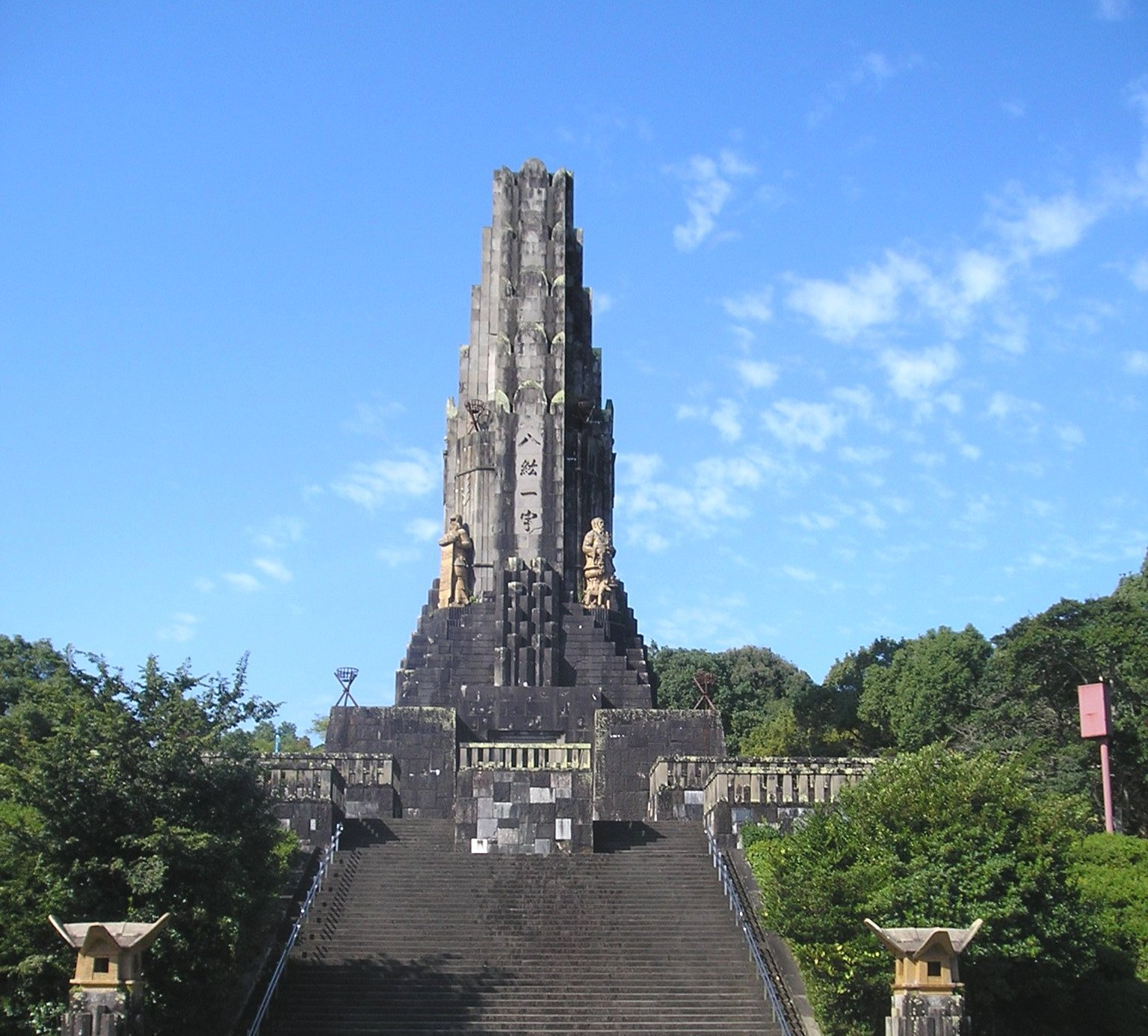
Béke-torony

## Közlekedés
Mijazaki város közlekedését szolgálja a JR Kjúsú Nicsinan vonal és a Mijazaki repülőtér.

## Testvérvárosok
Mijazakinak összesen 7 testvérvárosa van

### Nemzeti
- Kashihara, Nara (1966. február 11 óta)
- Tano, Kócsi (1989. július 8 óta)
- Daisen, Akita (2001. június 3 óta)

### Nemzetközi
- Waukegan, Illinois, Egyesült Államok, 1990. május 3 óta
- Virginia Beach, Virginia, Egyesült Államok,  1992. május 25 óta
- Boeun County, North Chungcheong, Dél-Korea, 1993. augusztus 6 óta
- Huludao, Liaoning, Kína, 2004. május 16 óta

## Híres emberek
- Yui Asaka (énekes és színésznő)
- Shinzo Koroki (focista)
- Kosei Inoue (dzsúdó)
- Ryunosuke Haga (dzsúdó)

## Oktatás
- - Mijazaki Egyetem
  - Mijazaki Prefekturális Ápoló Egyetem
  - Mijazaki Városi Egyetem
  - Mijazaki Szángjó-keiei Egyetem
  - Minami Kjúsú Egyetem
  - Mijazaki Nemzetközi Főiskola
  - Minami Kjúsú Junior Egyetem

## Éghajlat
Miyazaki nedves szubtrópusi éghajlatú, forró, nedves nyárral és hűvös télekkel. A nyár folyamán a város különösen hajlamos a tájfunokra, amelyek közül az egyik 1939. október 16-án 587,2 milliméteres esővel söpörte a várost. A legcsapadékosabb hónap a rekordok kezdete óta 1886 szeptembere, 1,259,3 milliméterrel, és a legszárazabb 1988. december, amely az egyetlen hónap, amely nem rendelkezik mérhető csapadékkal.
| Mijazaki klíma adatai                    |             |             |              |              |              |               |               |               |               |              |             |             |                 |                 |
| Hónap                                    | Január      | Február     | Március      | Április      | Május        | Június        | Július        | Augusztus     | Szeptember    | Október      | November    | December    | Éves            | Éves            |
| Rekord magas°C (°F)                      | 25.1 (77.2) | 25.4 (77.7) | 28.1 (82.6)  | 31.7 (89.1)  | 34.3 (93.7)  | 36.2 (97.2)   | 37.7 (99.9)   | 38.0 (100.4)  | 36.9 (98.4)   | 32.7 (90.9)  | 30.3 (86.5) | 25.0 (77.0) | 38.0 (100.4)    | 38.0 (100.4)    |
| Átlag magasság°C (°F)                    | 12.7 (54.9) | 13.8 (56.   | 16.7 (62.1)  | 20.7 (69.3)  | 24.1 (75.4)  | 26.8 (80.2)   | 31.4 (88.5)   | 31.0 (87.     | 28.1 (82.6)   | 24.3 (75.7)  | 19.5 (67.1) | 15.1 (59.2) | 22.0 (71.6)     | 22.0 (71.6)     |
| Napi átlag°C (°F)                        | 7.5 (45.5)  | 8.6 (47.5)  | 11.9 (53.4)  | 16.1 (61.0)  | 19.9 (67.    | 23.1 (73.6)   | 27.3 (81.1)   | 27.2 (81.0)   | 24.4 (75.9)   | 19.4 (66.9)  | 14.3 (57.7) | 9.6 (49.3)  | 17.4 (63.4)     | 17.4 (63.4)     |
| Átlagosan alacsony °C (°F)               | 2.6 (36.7)  | 3.4 (38.1)  | 7.2 (45.0)   | 11.5 (52.7)  | 15.9 (60.6)  | 19.7 (67.5)   | 23.9 (75.0)   | 24.1 (75.4)   | 21.1 (70.0)   | 15.1 (59.2)  | 9.6 (49.3)  | 4.7 (40.5)  | 13.2 (55.       | 13.2 (55.       |
| Rekord alacsony°C (°F)                   | −7.5 (18.5) | −6.6 (20.1) | −4.1 (24.6)  | −1.5 (29.3)  | 3.1 (37.6)   | 9.2 (48.6)    | 16.0 (60.     | 16.4 (61.5)   | 9.7 (49.5)    | 2.6 (36.7)   | −2.7 (27.1) | −7.2 (19.0) | −7.5 (18.5)     | −7.5 (18.5)     |
| Átlagos csapadék mm (hüvelyk)            | 63.8 (2.51) | 90.8 (3.57) | 182.1 (7.17) | 212.5 (8.37) | 239.3 (9.42) | 429.2 (16.90) | 309.4 (12.18) | 290.2 (11.43) | 354.6 (13.96) | 181.8 (7.16) | 95.0 (3.74) | 60.0 (2.36) | 2,508.7 (98.77) | 2,508.7 (98.77) |
| Átlagos esős napok (≥ 0.5 mm)            | 6.7         | 7.6         | 12.3         | 11.9         | 11.8         | 16.3          | 12.7          | 13.7          | 13.1          | 8.9          | 7.1         | 5.6         | 127.7           | 127.7           |
| Átlagos relatív páratartalom(%)          | 65          | 66          | 69           | 70           | 73           | 82            | 76            | 79            | 80            | 75           | 73          | 70          | 73              | 73              |
| Havi napsütéses órák száma               | 182.8       | 167.3       | 175.8        | 179.0        | 173.3        | 133.6         | 205.5         | 208.6         | 155.5         | 176.9        | 168.1       | 189.6       | 2,116           | 2,116           |
| Forrás #1: Japán Meteorológiai Ügynökség |             |             |              |              |              |               |               |               |               |              |             |             |                 |                 |
| Forrás #2: Japán Meteorológiai Ügynökség |             |             |              |              |              |               |               |               |               |              |             |             |                 |                 |